# Commission scolaire de la Région-de-Sherbrooke
 (septembre 2020).
Pour les raisons suivantes :
- Les commissions scolaires québécoises étaient une forme de gouvernement local composé de commissaires élus et disposant de pouvoirs de taxation. Leur admissibilité dans Wikipédia est bien établie.
- Par contre, les centres de service scolaires sont plutôt des centres administratifs relevant du ministère de l'Éducation. Leur mode de gestion et leurs pouvoirs sont différents de ceux des commissions scolaires. Leur admissibilité selon les critères de Wikipédia n'a pas encore été démontrée.
- Vu leur nature différente, les éventuels articles sur les centres de services scolaires devraient être distincts de ceux des commissions scolaires, et non des renommages de ceux-ci.
- Les contributeurs sont invités à discuter de ce sujet sur Discussion Projet:Québec.

La Commission scolaire de la Région-de-Sherbrooke est une ancienne commission scolaire]. Elle est abolie en 2020 et remplacée par un centre de services scolaire desservant Hatley (municipalité), Hatley (municipalité de canton), North Hatley, Orford (partie Est), Saint-Denis-de-Brompton, Sherbrooke, Stoke et Waterville (partie Est)
dans l'Estrie.
Le territoire du centre de services scolaire, qui succédera à la commission scolaire à partir du 15 juin 2020, a été divisé en cinq districts.
Le découpage en districts ne concerne pas le territoire d'appartenance des écoles secondaires, subdivisé en quatre pour chacune des quatre écoles.